# Herbert Barth (Musikschriftsteller)
Herbert Barth  (* 18. Januar 1910 in Erfurt; † 1. Januar 1998 in Bayreuth) war ein deutscher Musikschriftsteller.

## Leben und Wirken

### Frühe Jahre
Herbert Barth, mit vollständigem Namen Friedrich Wilhelm Heinrich Helgo Herbert Barth, kam als Sohn von Alexander Selmar Barth und dessen Ehefreu Charlotte Frieda Barth, geborene Pölitz, am 18. Januar 1910 in Erfurt zur Welt. Der Vater war Kantor und Organist an der Universitätskirche St. Michaelis, komponierte und betätigte sich als Hilfsschullehrer im Arbeiterviertel der Stadt. Herbert Barth besuchte in Erfurt die Oberrealschule, wo er Herausgeber einer Schülerzeitung mit dem Namen Jung-Deutschland war. Zwei Semester studierte er Gebrauchsgrafik.
Barth betätigte sich schon früh als Organisator im Bereich der Kultur: 1928 gründete er in seiner Heimatstadt das Mitteldeutsche Konzertbüro, gab ab 1930 den Mitteldeutsche Konzertanzeiger heraus und arbeitete bis 1938 für der Chorleiter Herbert Weitemeyer als Impresario der Thüringer Sängerknaben, die zahlreiche Konzertreisen durch Mitteleuropa unternahmen.
Barth engagierte sich dafür, Kultur für die Arbeiterklasse zugänglich zu machen: In den frühen 1930er Jahren organisierte er Musikkongresse auf Burg Lauenstein (Frankenwald), Kulturwochen für Arbeiterkultur in Zusammenarbeit mit dem Bund sozialistischer Arbeiterschriftsteller und gründete die Erfurter Sektion der Interessengemeinschaft für Arbeiterkultur (IfA). Nach der Machtübernahme durch die Nationalsozialisten erlebte Barth bei einer Aufführung des Dramas Die Maßnahme von Bertolt Brecht mit der Musik von Hanns Eisler, bei der er im Souffleurkasten saß, nach 45 Minuten den Abbruch der Veranstaltung durch im Publikum sitzende Polizisten. Er verließ Erfurt, zog zunächst nach Leipzig, wo er Lektor im Wilhelm Goldmann Verlag wurde. Dort lernte er die Kunststudentin Hanna Teichert kennen, die er 1934 heiratete. Durch den Einsatz von Herbert und Hanna Barth für jüdische Kollegen kam es zu Hausdurchsuchungen und Bedrohungen, worauf sie sich zunächst zu einer „verlängerten Hochzeitsreise“ nach Schweden absetzten. Ein Versuch von dort aus in der Schweiz Asyl zu finden scheiterte, worauf sie nach Deutschland zurückkehrten und zunächst bei den Eltern von Hanna Barth in Stettin unterkamen. Nach einer kurzen Anstellung beim Verlag Velhagen & Klasing in Leipzig wechselte er zu einem Verlag in Dresden. Das dort begonnenes Projekt einer mehrbändigen Reihe mit unbekannten Erzählungen deutscher Meister unter dem Titel Das bunte Leben konnte er erst mit dem Verleger Gondrom in Bayreuth umsetzen, wohin er 1941 mit seiner Frau zog. Das Ehepaar Barth fand im Norden Bayreuths eine Wohnung auf Schloss Colmdorf, einem Schlösschen der Markgrafenzeit.
Im Jahr 1943 wurde Barth in den Kriegsdienst nach Frankreich eingezogen, aufgrund einer Verletzungsfolge im linken Arm allerdings nicht zum aktiven Einsatz. Er kam in französische Kriegsgefangenschaft, aus der er 1946 nach Bayreuth zurückkehrte.

### Nach dem Zweiten Weltkrieg
Nach Bayreuth zurückgekehrt knüpfte Barth an seine früheren Tätigkeiten als Initiator und Organisator des Musiklebens an und musikalisch an die Zeit vor dem Nationalsozialismus mit dem Ziel Bayreuth zu einer weltoffenen Musikstadt zu machen.

„Nicht stehen bleiben, Bayreuth aus der Umklammerung jener Sekte von Wagnerianern zu lösen, die schon zu Zeiten Cosimas und Siegfrieds alle Neuerungen auf dem Festspielhügel glaubten bremsen zu müssen, Bayreuth zu einer weltoffenen Musikstadt zu machen, ihre Geltung zu aktualisieren, ist mein Bestreben gewesen.“

Seine Frau hatte schon 1945 damit begonnen in ihrer Wohnung einen literarisch-musikalischen Salon, die „Abendstunden im Colmdorfer Schlösschen“ zu veranstalten. Gemeinsam veranstaltete das Paar 1947 die Bayreuther Wochen für Neue Musik und gründete wenig später das Institut für Neue Musik und Musikerziehung, zunächst unter dem Namen Institut für Neue Musik. Unter dessen Dach fanden 1948 die großen Arbeitstagungen „Die Neue Musik im Unterricht“ und „Jugend und Neue Musik“ statt. 1950 gründete er außerdem die deutsche Abteilung der Jeunesse Musical und wurde zu deren Generalsekretär berufen. Von 1952 bis 1976 war er Leiter des Pressereferats der Bayreuther Festspiele. Er war Gründer und Leiter des Internationalen Jugend-Festspieltreffens und Erster Vorsitzender des dafür erbauten Internationalen Jugendkulturzentrums (heute: „Das Zentrum“), mit den jährlich zur Zeit der Bayreuther Festspiele stattfindenden Festivals junger Künstler aus aller Welt.
Im Jahr 1961 starb Hanna Barth, 1962 heiratete Barth die aus Schäßburg stammende Pianistin Grethe Wehner (gb. Roth), die ihn als Musikerin ebenfalls in seinen Aktivitäten unterstützte. Zwischen 1963 und 1966 wechselte das Paar seinen Wohnort in die Kernstadt Bayreuths, in den Eichendorffring 112. Grethe Barth starb im September 1989 nach schwerer Krankheit. Ab 1995 lebte Herbert Barth in einem Altenheim in Bayreuth, wo er am 1. Januar 1998 verstarb.
Noch zu Lebzeiten übergab Barth seine Archivunterlagen als Vorlass an das Archiv der deutschen Jugendbewegung. Die Aufarbeitung durch den Archivar Mario Aschoff konnte 2024 abgeschlossen werden und liegt im Landesarchiv Hessen vor.

## Auswirkungen bis heute
Am 10. August 2025 wiederholte der Nordbayerische Kurier eine Bayreuther Artikelüberschrift zu einem Bericht des Jahres 2000, der über das 50-jährige Bestehen des Internationalen Jugendfestspieltreffens berichtete:
„Die Zukunft liegt bei Herbert Barth“, so der Titel – auch für die heutigen Zeit, in der es gilt, das 75-jährige Bestehen dieses Festivals zu feiern. Zu den Festrednern im Europasaal des Bayreuther Zentrums gehörte damals – wie berichtet – der Präsident des Deutschen Musikrates Franz Müller-Heuser, der an die „bemerkenswerte historische Koinzidenz“ erinnerte, dass [u. a.] zeitgleich in „Neu-Bayreuth“ das Jugendfestspieltreffen und das Institut für Neue Musik und Musikerziehung Darmstadt entstanden waren. Darauf weist die obige Zeitungsüberschrift zum Jubiläum vor 25 Jahren. Zur musikalischen „Werkstatt Bayreuth“, die damals insbesondere durch Herbert Barths Initiative bewirkt wurde und deren „konsequente Fortführung“ sprachen auch der Oberbürgermeister Dr. Dieter Mronz, der Komponist Helmut Bieler und der mit Barth gemeinsame Initiator der Jeunesses Musicales Deutschland Klaus Bernbacher.

## Ehrungen
- 1980: Verdienstkreuz am Bande der Bundesrepublik Deutschland
- 1980: Goldener Ehrenring der Stadt Bayreuth
- 1985: Chopin-Medaille der Musikakademie Warschau
- Liszt-Medaille der Regierung der Ungarischen Volksrepublik
- Grand Prix du Rayonnement Français der Académie française

## Veröffentlichungen (Auswahl)

### Herausgeber von Reihen
- Herausgabe der Reihe Das bunte Leben, Bände 1 bis 9, Gauverlag, Bayreuth 1941 bis 1943.
- Herausgabe der Internationalen Wagner-Bibliographie, Bände 1 bis 5, Edition Musica, Bayreuth 1956 bis 1979. (Texte teilweise in deutscher, englischer und französischer Sprache. Teilweise im Mühl'schen Universitäts-Verlag Fehr, Bayreuth.)

### Monografien
- Jahrbuch der Musikwelt. Verlag Julius Steeger, Bayreuth 1949.
- Allgewalt Musik: Bekenntisse von Musikern und Dichtern. Langenwiesche, Ebenhausen 1953.
- Bayreuth in der Karikatur. Edition Musica, Bayreuth 1957.
- Wagner: sein Leben, sein Werk und seine Welt in zeitgenössischen Bildern und Texten. Universal Edition, Wien 1975 [3. Auflage Mainz 1998]
- Wagner: a documentary study. mit Dietrich Mack und Ego Voss. Thames & Hudson, London 1975.
- Der Festspielhügel. Richard Wagners Werk in Bayreuth 1876 - 1976. dtv, München 1976.